# 额如乡
额如乡，是中华人民共和国吉林省松原市前郭尔罗斯蒙古族自治县下辖的一个乡镇级行政单位。

## 行政区划
额如乡下辖以下地区：
大山村、砖厂村、土城子村、波拉户村、北围子村、额如村、双榆树村、太平川村、上格斯户村、下格斯户村和北坨子村。